# Atlanta Open 2022
L'Atlanta Open 2022 è stato un torneo di tennis giocato sul cemento. È stata la 34ª edizione dell'evento e faceva parte della categoria ATP Tour 250 nell'ambito dell'ATP Tour 2022. Si è giocato all'Atlantic Station di Atlanta, negli Stati Uniti, dal 25 al 31 luglio 2022.

## Partecipanti

### Teste di serie
| Giocatore   | Nazionalità       | Ranking* | Testa di serie |
| ----------- | ----------------- | -------- | -------------- |
| Stati Uniti | Reilly Opelka     | 17       | 1              |
| Stati Uniti | John Isner        | 22       | 2              |
| Australia   | Alex de Minaur    | 24       | 3              |
| Stati Uniti | Frances Tiafoe    | 29       | 4              |
| Stati Uniti | Tommy Paul        | 34       | 5              |
| Stati Uniti | Jenson Brooksby   | 41       | 6              |
| Australia   | Nick Kyrgios      | 45       | 7              |
| Stati Uniti | Brandon Nakashima | 49       | 8              |

* Ranking al 18 luglio 2022.

### Altri partecipanti
I seguenti giocatori hanno ricevuto una wild card per il tabellone principale:
- Andres Martin
- Ben Shelton
- Jack Sock

I seguenti giocatori sono passati dalle qualificazioni:

- Tarō Daniel
- Dominik Koepfer
- Peter Gojowczyk
- Ramkumar Ramanathan

I seguenti giocatori sono entrati in tabellone come lucky loser:
- Adrian Mannarino
- Steve Johnson

### Ritiri
Prima del torneo
- Maxime Cressy → sostituito da  John Millman
- Taylor Fritz → sostituito da  Thanasi Kokkinakis
- Miomir Kecmanović → sostituito da  Denis Kudla
- Andy Murray → sostituito da  Kwon Soon-woo
- Cameron Norrie → sostituito da  Jordan Thompson
- Nick Kyrgios → sostituito da  Adrian Mannarino
- Reilly Opelka → sostituito da  Steve Johnson

## Partecipanti al doppio

### Teste di serie
| Nazione     | Giocatore          | Nazione     | Giovatore       | Ranking* | Testa di serie |
| ----------- | ------------------ | ----------- | --------------- | -------- | -------------- |
| Croazia     | Ivan Dodig         | Stati Uniti | Austin Krajicek | 34       | 1              |
| Australia   | Thanasi Kokkinakis | Australia   | Nick Kyrgios    | 54       | 2              |
| Stati Uniti | Rajeev Ram         | Stati Uniti | Jack Sock       | 60       | 3              |
| Australia   | Matthew Ebden      | Australia   | Max Purcell     | 66       | 4              |

* Ranking al 18 luglio 2022.

### Altri partecipanti
Le seguenti coppie hanno ricevuto una wildcard per il tabellone principale:
- Andrei Duarte /  Álvaro Regalado Pedrol
- Christopher Eubanks /  Mackenzie McDonald

La seguente coppia è entrata nel tabellone principale come alternate:
- Quentin Halys /  Adrian Mannarino

### Ritiri
Prima del torneo
- Ariel Behar /  Gonzalo Escobar → sostituiti da  Gonzalo Escobar /  Hunter Reese
- Maxime Cressy /  Mackenzie McDonald → sostituiti da  Quentin Halys /  Adrian Mannarino
- John Peers /  Filip Polášek → sostituiti da  Jason Kubler /  John Peers
- Julio Peralta /  Ramkumar Ramanathan → sostituiti da  Hans Hach Verdugo /  Ramkumar Ramanathan

## Campioni

### Singolare
Alex de Minaur ha sconfitto in finale  Jenson Brooksby con il punteggio di 6-3, 6-3.
- È il sesto titolo in carriera per De Minaur, il primo in stagione.

### Doppio
Thanasi Kokkinakis /  Nick Kyrgios hanno sconfitto in finale  Jason Kubler /  John Peers con il punteggio di 7-6(4), 7-5.